# 尖尾丽蛛
尖尾丽蛛（学名：Chrysso argyrodiformis），又名小高金姬蛛，为球蛛科丽蛛属的动物。分布于日本、台湾岛以及中国大陆的四川等地，多栖息于树林和稻田。该物种的模式产地在日本。